# هانی ابواسعد
هانی ابواسعد (زادهٔ: ۱۱ اکتبر ۱۹۶۱)، تهیه‌کننده و کارگردان هلندی فلسطینی است. فیلم مشهور او اینک بهشت که داستان دو مرد فلسطینی است که خود را برای یک حمله انتحاری در اسرائیل آماده می‌کنند، در سال ۲۰۰۶ نامزد دریافت جایزه اسکار بهترین فیلم خارجی بود. فیلم دیگر او ، عمر نیز در سال ۲۰۱۴ نامزد دریافت جایزه اسکار بهترین فیلم خارجی زبان بود.

## سال‌های نخست زندگی
ابواسعد در سال ۱۹۶۱ در ناصره، اسرائیل متولد شد، وی در سال ۱۹۸۰ به هلند مهاجرت کرد و در آنجا به تحصیل در رشته مهندسی آئرودینامیک در هارلم پرداخت. پس از فراغت از تحصیل وی همچنان در هلند ماند و برای چندین سال به عنوان یک مهندس هواپیما در هلند مشغول به کار بود.
ابو اسعد، نخست به عنوان یک تهیه‌کننده به جهان سینما و تلویزیون وارد شد و تهیه‌کنندگی فیلم آیلول (Ayloul) در سال ۱۹۹۰ یکی از نخستین فعالیت‌های او به عنوان یک فیلمساز (در مقام تهیه کننده) محسوب می‌شد.

## فعالیت حرفه‌ای
در سال ۱۹۹۸ وی نخستین فیلم خود با عنوان چهاردهمین جوجه (14de kippetje) را بر اساس فیلمنامه‌ای از ارنون گرانبرگ (A.Grunberg) کارگردانی نمود. فیلم‌های بعدی او مستند ناصری ۲۰۰۰ (محصول سال ۲۰۰۰) و همینطور فیلم دیگری با عنوان عروسی رعنا بود که در سال ۲۰۰۲ ساخته شد.
هانی ابوسعد در سال ۲۰۰۵ فیلم تحسین شدهٔ خود اینک بهشت را کارگردانی کرد که در سال ۲۰۰۶ برای وی جوایز متعددی همچون جایزه گلدن گلوب بهترین فیلم خارجی زبان و همینطور یک نامزدی اسکار در همان رده را به همراه داشت. این در حالی بود که فیلم مذکور در سال ۲۰۰۵ به عنوان بهترین فیلم هلندی موفق به دریافت جایزهٔ گوساله طلایی شده بود.
ابو اسعد در حال حاضر در حال تدوین فیلمی با عنوان Courier (پیک) می‌باشد که با کمپانی Arclight ساخته شده و در ضمن چندین پروژه دیگر نیز در دست انجام دارد.

## فیلمشناسی
- خانهٔ کاغذی (۱۹۹۲)
- حکومت نظامی (۱۹۹۳)- تهیه‌کننده
- سیزدهم (فیلم کوتاه) (۱۹۹۷)
- چهاردهمین جوجه (۱۹۹۸)
- مراسم عقد رنا (۲۰۰۲)
- اینک بهشت (۲۰۰۵)
- قانون‌شکن (۲۰۱۲)
- عمر (۲۰۱۳)
- بت (۲۰۱۵)
- کوه میان ما (۲۰۱۷)
- سالن هدی (۲۰۲۱)

## فیلمهای مستند
- در و دور (۱۹۹۰)- تهیه کننده
- روزی طولانی در غزه (۱۹۹۱)- تهیه کننده
- وان عربی ۲۰۰۱ (۱۹۹۹)- کارگردان
- هت اسپیکررایتر (۲۰۰۰)- کارگردان
- ناصریه ۲۰۰۰ (۲۰۰۰)- کارگردان
- فورد ترانزیت (۲۰۰۲)- کارگردان